# Stelis trimera
Stelis trimera är en orkidéart som beskrevs av Carlyle August Luer. Stelis trimera ingår i släktet Stelis och familjen orkidéer. Inga underarter finns listade i Catalogue of Life.